# Туръя (сельское поселение)
Туръя — административно-территориальная единица (административная территория село с подчинённой ему территорией) и муниципальное образование (сельское поселение с полным официальным наименованием муниципальное образование сельского поселения «Туръя») в составе муниципального района Княжпогостского в Республике Коми Российской Федерации.
Административный центр — село Туръя.

## История
Статус и границы административной территории установлены Законом Республики Коми от 6 марта 2006 года № 13-РЗ «Об административно-территориальном устройстве Республики Коми».
Статус и границы сельского поселения установлены Законом Республики Коми от 5 марта 2005 года № 11-РЗ «О территориальной организации местного самоуправления в Республике Коми».
Законом Республики Коми от 28 апреля 2017 года № 41-РЗ были преобразованы, путём их объединения, сельские поселения «Туръя» и «Ветью» в сельское поселение «Туръя».

## Население
| 2010 | 2011 | 2012 | 2013 | 2014 | 2015 | 2016 |
| ---- | ---- | ---- | ---- | ---- | ---- | ---- |
| 248  | ↘244 | ↘236 | ↘234 | ↘229 | ↘228 | ↘216 |
| 2017 | 2018 | 2019 | 2020 | 2021 | 2024 |      |
| ↗217 | ↘216 | ↘209 | ↘203 | ↘140 | ↘129 |      |

## Состав
Состав административной территории и сельского поселения:
| № | Населённый пункт | Тип населённого пункта       | Население |
| - | ---------------- | ---------------------------- | --------- |
| 1 | Брусничный       | посёлок                      | ↘75       |
| 2 | Весляна          | деревня                      | 24        |
| 3 | Ветью            | посёлок                      | ↘141      |
| 4 | Евдино           | деревня                      | 5         |
| 5 | Кони             | деревня                      | 33        |
| 6 | Луг              | деревня                      | 20        |
| 7 | Туръя            | село, административный центр | ↘120      |